# 1874 Northwich F.C.
Câu lạc bộ bóng đá 1874 Northwich là một câu lạc bộ bóng đá có trụ sở tại Northwich, Cheshire, Anh. Được thành lập vào năm 2012 bởi cổ động viên của Northwich Victoria, đội hiện là thành viên của Northern Premier League Division One West. Các trận đấu trên sân nhà được diễn ra trên sân Townfield của Barnton.
Câu lạc bộ thuộc sở hữu hoàn toàn của cổ động viên, và được điều hành bởi một hội đồng được bầu chọn một cách dân chủ.

## Lịch sử
Câu lạc bộ được thành lập vào ngày 15 tháng 11 năm 2012 tại một cuộc họp tại Câu lạc bộ Xã hội Lostock ở Lostock Gralam, gần Northwich, khi các thành viên của Hội những người ủng hộ Northwich Victoria có cơ hội quyết định thành lập một câu lạc bộ bóng đá mới do việc tước quyền ngày càng tăng với Northwich Victoria đã hoạt động như thế nào trong nhiều năm. Cuộc bỏ phiếu kết thúc với tỷ lệ 141-4 ủng hộ một câu lạc bộ mới. Nó đã xuất hiện vào ngày bỏ phiếu rằng chủ sở hữu của Northwich Victoria đã bị tuyên bố phá sản (sau đó bị bãi bỏ) và do đó đã thất bại trong bài kiểm tra FA Fit and Proper Persons.
Vào ngày 29 tháng 11 năm 2012, người hâm mộ đã tham dự một cuộc họp mở ở Northwich, nơi họ chọn cái tên 1874 Northwich cho câu lạc bộ. Để tránh các vấn đề pháp lý về tên của câu lạc bộ mới, không có lựa chọn nào được đề xuất bao gồm các từ Vics hoặc Victoria. Ngày 1874 được chọn vì đó là năm câu lạc bộ ban đầu có tên Northwich Victoria được thành lập, hoặc ít nhất, khi họ chơi trận đấu chính thức đầu tiên. Câu lạc bộ ban đầu đã không còn tồn tại và giải thể vào năm 1890, khi một câu lạc bộ mới, được bầu chọn sử dụng tên Northwich Victoria được thành lập từ sự hợp nhất của câu lạc bộ ban đầu mang cùng tên và Hartford và Davenham United.  Cùng với việc đặt tên cho câu lạc bộ, người hâm mộ cũng có cơ hội bỏ phiếu cho một phương châm; cụm từ 'Ever Glorious', được sử dụng bởi Cheshire Regiment đã được chọn do liên kết của họ với thị trấn Northwich. Một trong những lựa chọn khác bao gồm bản dịch tiếng Latinh, 'Semper Gloriosa'. Ever Glorious cũng đã trở thành tên của chương trình ngày thi đấu của câu lạc bộ.
Vào ngày 3 tháng 1 năm 2013, nó đã được xác nhận rằng câu lạc bộ đã được đăng ký chính thức với Cheshire County Football Association và đã đăng ký tham gia giải North West Counties League trong mùa giải 2013-14, và được chấp nhận vào Division One của giải đấu vào ngày 23 tháng 5. và được chấp nhận vào Division One của giải đấu vào ngày 23 tháng 5 Ashton Athletic, Ian Street, được công bố vào ngày 25 tháng 4 năm 2013, với trợ lý của ông Lee Duckworth được công bố ba ngày sau đó. Câu lạc bộ đã chơi trận đầu tiên vào ngày 10 tháng 7 năm 2013 trước đội bóng địa phương Lostock Gralam, với chiến thắng 3-1.  Danh hiệu đầu tiên của đội đến vào ba ngày sau đó trong Supporters Direct Shield, khi đánh bại AFC Rushden & Diamonds 3-0 với tỷ số 3-0 tại Widnes trên Sân vận động Halton.
Trận đấu đầu tiên ở giải quốc nội diễn ra vào ngày 3 tháng 8 năm 2013 với Oldham Boro, nơi có 490 người hâm mộ tham dự trận đấu với tỷ số 1-1. Trong mùa giải đầu tiên của họ, câu lạc bộ đứng thứ ba ở Division One, ban đầu bỏ lỡ cơ hội thăng hạng lên Premier Division nhờ hiệu số bàn thắng bại. Tuy nhiên, sau khi Formby rút lui vào tháng 5, Northwich đã được thăng hạng ở vị trí đó. Ở mùa giải thứ hai, câu lạc bộ đã đứng thứ ba trong Premier Division và lần đầu tiên lọt vào Cúp FA. Họ đứng thứ tư tại Premier Division trong mùa giải 2015-16, và cũng giành được Mid-Cheshire Senior Cup, đánh bại Witton Albion trong trận chung kết.
Ian Street từ chức quản lý đội một vào ngày 12 tháng 3 năm 2017, với trợ lý Paul Bowyer và huấn luyện viên đội một Wayne Goodison trở thành huấn luyện viên tạm quyền chung trước trước khi được bổ nhiệm chính thức. Câu lạc bộ tiếp tục giành được Mid-Cheshire Senior Cup với chiến thắng 1-0 trước Northwich Victoria trong trận chung kết. Ở mùa giải 2017-18 họ lọt vào bán kết FA Vase, thua Thatcham Town chung cuộc 4-2. Mùa giải sau đó câu lạc bộ đã giành chức vô địch North West Counties Football League Cup, đánh bại nhà vô địch giải đấu City of Liverpool với tỷ số 1-0 trong trận chung kết tại Moss Lane.

### Từng mùa giải
| Mùa giải | Hạng đấu                                    | St | T  | H  | B  | BT | BB | Đ  | Thứ hạng | Cúp FA            | FA Vase            | Ghi chú    |
| -------- | ------------------------------------------- | -- | -- | -- | -- | -- | -- | -- | -------- | ----------------- | ------------------ | ---------- |
| 2013-14  | North West Counties League Division One     | 36 | 26 | 6  | 4  | 79 | 28 | 84 | 3/19     | —                 | Vòng loại thứ nhất | Thăng hạng |
| 2014-15  | North West Counties League Premier Division | 40 | 26 | 8  | 6  | 90 | 35 | 86 | 3/22     | Vòng sơ loại      | Vòng Ba            |            |
| 2015-16  | North West Counties League Premier Division | 42 | 24 | 6  | 12 | 89 | 62 | 78 | 4/22     | Vòng sơ loại      | Vòng Hai           |            |
| 2016-17  | North West Counties League Premier Division | 42 | 25 | 7  | 10 | 81 | 50 | 82 | 5/22     | Vòng sơ loại      | Vòng Hai           |            |
| 2017-18  | North West Counties League Premier Division | 44 | 24 | 7  | 13 | 85 | 56 | 79 | 7/23     | Vòng loại thứ ba  | Bán kết            |            |
| 2018-19  | North West Counties League Premier Division | 38 | 15 | 11 | 12 | 63 | 55 | 56 | 10/20    | Vòng tiền sơ loại | Vòng Hai           |            |

## Sân vận động
Câu lạc bộ chơi tại sân Townfield ở Barnton, chung sân với  Barnton F.C. Trước đó, họ đã chơi tại Sân vận động Barton của Winsford United từ khi thành lập cho đến khi kết thúc mùa giải 2018-19.  Số lần tham dự giải đấu trung bình trong khi câu lạc bộ có trụ sở tại Sân vận động Barton là 320 người trong mùa giải 2013-14, 307 người trong mùa giải 2014-15, 265 người trong mùa giải 2015-16, 248 người trong mùa giải 2016-17, 223 người trong mùa giải 2017-18 và 238 người trong mùa giải 2018-19.

## Lịch sử huấn luyện
Dựa trên %Thắng trong tất cả các trận đấu trừ giao hữu, chính xác kể từ 7 tháng 8 năm 2019
| Tên                          | Từ   | Đến  | Thành tích | Thành tích | Thành tích | Thành tích | Thành tích |
| Tên                          | Từ   | Đến  | P          | W          | D          | L          | %          |
| ---------------------------- | ---- | ---- | ---------- | ---------- | ---------- | ---------- | ---------- |
| Ian Street                   | 2013 | 2017 | 196        | 122        | 27         | 47         | 62.24      |
| Paul Bowyer & Wayne Goodison | 2017 | nay  | 133        | 69         | 37         | 27         | 51.88      |

## Danh hiệu
- North West Counties League
  - Vô địch Challenge Cup 2018-19
- Mid-Cheshire Senior Cup
  - Vô địch 2015-16, 2016-17
- Supporters Direct Shield
  - Vô địch 2013-14

## Kỉ lục
- Thành tích tốt nhất tại Cúp FA: Vòng loại thứ ba, 2017-18[27]
- Thành tích tốt nhất tại FA Vase: Bán kết, 2017-18[27]
- Kỉ lục số khán giả: 1.693 với Thatcham Town, bán kết FA Vase, 24 tháng 3 năm 2018[28]
- Trận thắng đậm nhất trên sân nhà: 9-0 với Wigan Robin Park, 5 tháng 10 năm 2014, vòng loại thứ hai FA Vase
- Trận thắng đậm nhất trên sân khách: 0-9 với Litherland REMYCA, 2 tháng 11 năm 2019, North West Counties League Premier Division
- Trận thua đậm nhất trên sân nhà: 3-6 với City of Liverpool, 4 tháng 8 năm 2018, North West Counties League Premier Division
- Trận thua đậm nhất trên sân khách: 4-0 với Ashton Athletic, 6 tháng 10 năm 2015, North West Counties League Premier Division